# Peter Fechter

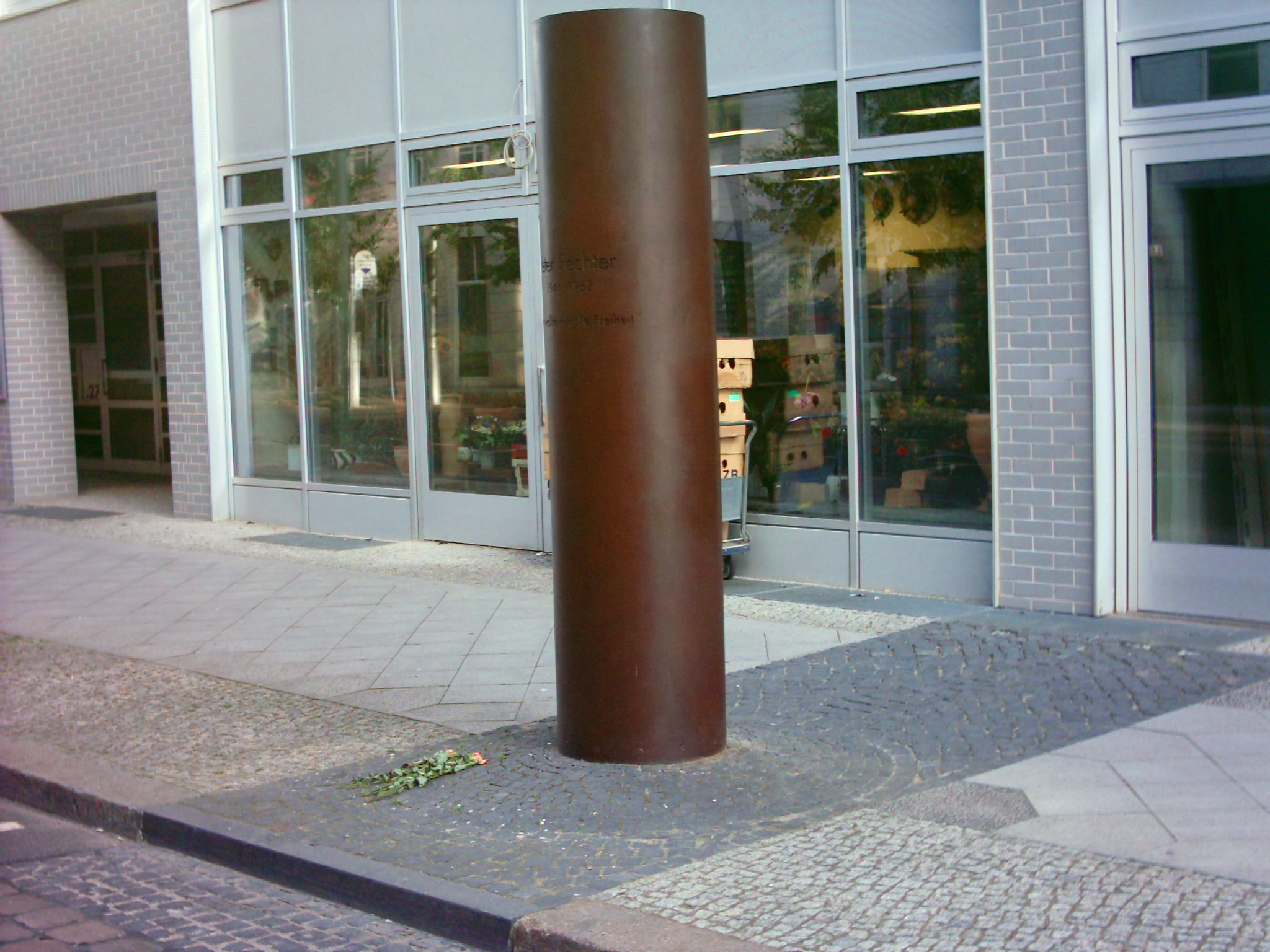
Monumento a Peter Fechter.

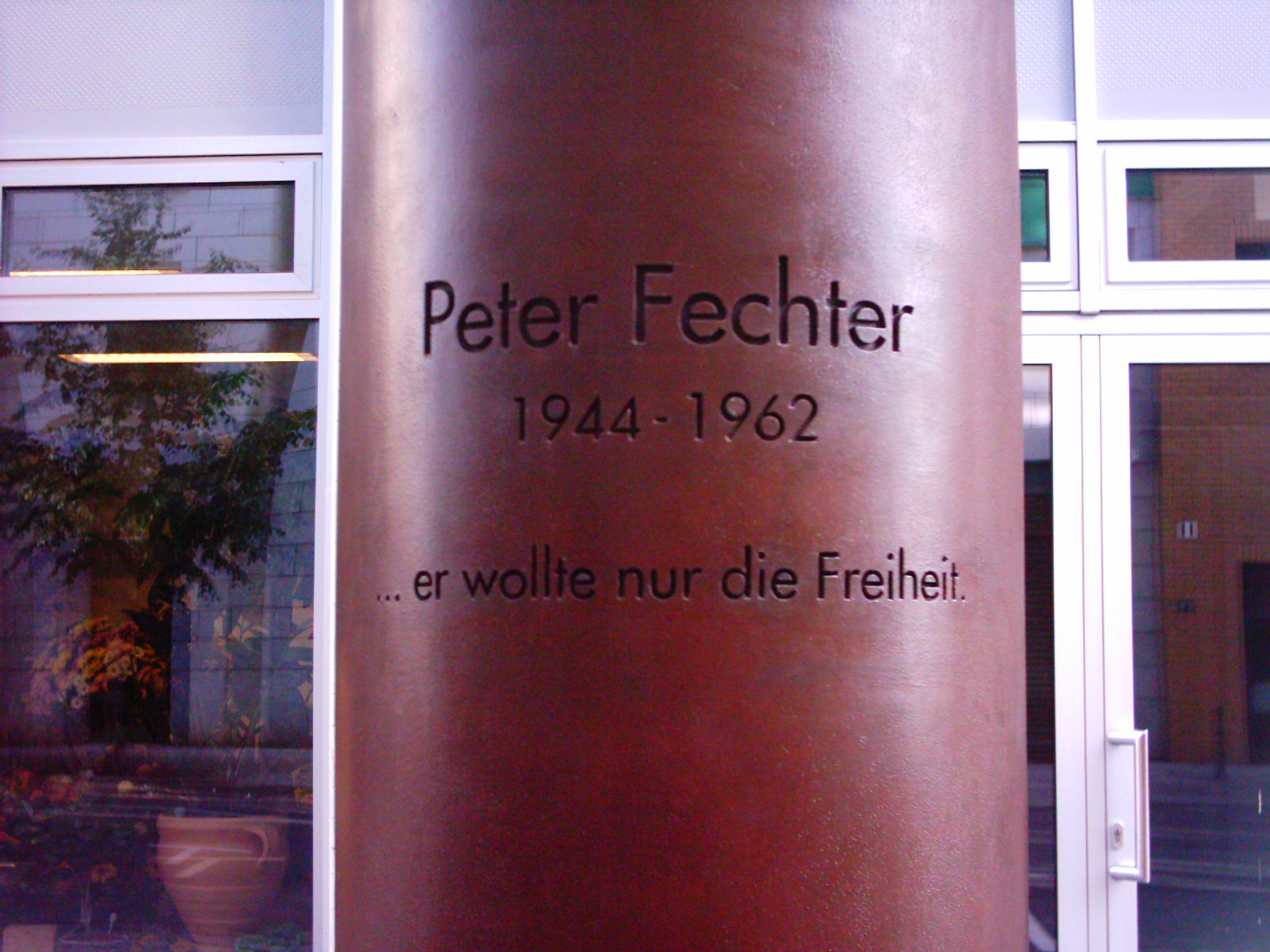
"... él solo quiso la libertad".

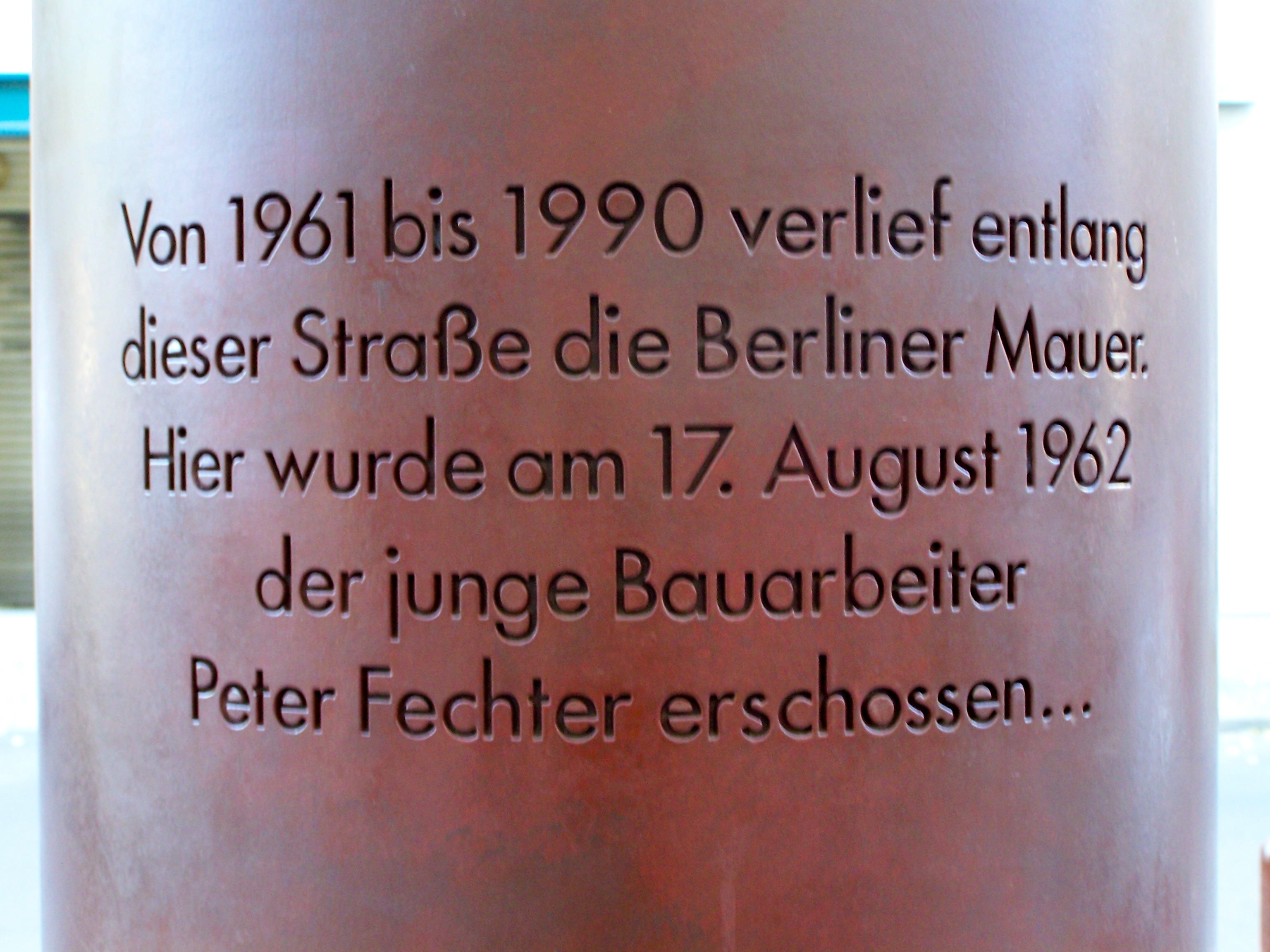
"De 1961 a 1990 estuvo el Muro de Berlín a lo largo de esta calle. Aquí fue tiroteado el 17 de agosto de 1962 el joven trabajador de la construcción Peter Fechter."

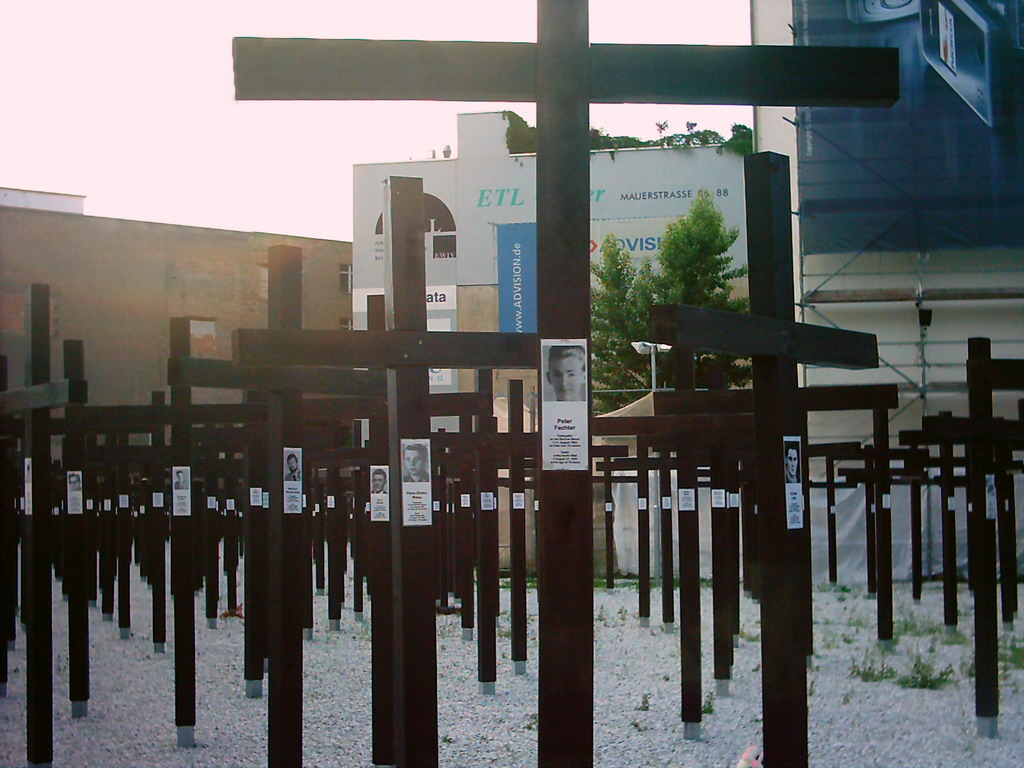
Cruz en Checkpoint Charlie.

Peter Fechter (Berlín, Alemania, 14 de enero de 1944 - ibídem, 17 de agosto de 1962) fue un obrero de la construcción alemán, que a la edad de 18 años se convirtió en probablemente la víctima más notoria del muro de Berlín, cuando fue asesinado por las tropas fronterizas de la Alemania Oriental. 

## Biografía

### Primeros años
Peter Fechter nació el 14 de enero de 1944 en Berlín, Alemania, durante los años finales de la Segunda Guerra Mundial. Fechter fue el tercero de cuatro hijos y se crio en el distrito Weißensee de Berlín. Su padre era ingeniero mecánico y su madre era vendedora. Fechter terminó la escuela a la edad de 14 años y se graduó como albañil. Después de que terminó la Segunda Guerra Mundial, Weißensee estaba ubicado en la zona de ocupación soviética de Berlín cuando la ciudad se dividió durante la ocupación aliada, y la zona soviética se convirtió más tarde en Berlín Oriental en Alemania Oriental. La hermana mayor de Fechter se había casado y ahora vivía en Berlín Occidental, donde sus padres y hermanos la visitaban regularmente. El 13 de agosto de 1961, las autoridades de Alemania Oriental cerraron abruptamente la frontera y comenzaron la construcción del Muro de Berlín, separando efectivamente a Fechter y su familia de su hermana en Berlín Occidental. El colega de Fechter, Helmut Kulbeik, declaró más tarde que él y Fechter habían estado contemplando desertar a Berlín Occidental durante un tiempo y que también habían explorado las instalaciones fronterizas, pero que nunca se hizo una planificación concreta en ese momento. Poco después, su empresa le negó a Fechter un viaje legalmente sancionado a Alemania Occidental, a pesar de recibir un buen juicio.

### Asesinato
Aproximadamente un año después de la construcción del muro, Fechter intentó escapar de la República Democrática Alemana (RDA) junto con su amigo Helmut Kulbeik. El plan consistía en esconderse en un taller de carpintería cerca del muro, para observar el movimiento de los guardias desde allí y poder saltar desde una ventana en el momento adecuado hasta el llamado corredor de la muerte (una franja de tierra entre el muro principal y un muro paralelo que recientemente se había empezado a construir) y correr por el mismo hasta una pared cercana a Checkpoint Charlie, en el distrito de Kreuzberg en Berlín occidental.
Sin embargo, cuando intentó escalar el muro, fue descubierto por los guardias de la Deutsche Grenzpolizei quienes dispararon. Aunque Kulbeik logró atravesar el muro, Fechter fue alcanzado en la pelvis, a la vista de cientos de testigos. Él cayó de nuevo hacia el corredor de la muerte del lado este, donde quedó a la vista de la gente situado en el lado occidental, entre la cual se incluían periodistas.
A pesar de sus gritos, no recibió ayuda médica de ninguna parte y se desangró hasta morir aproximadamente una hora más tarde. Se formó una manifestación espontánea del lado oeste que gritaba asesinos a los guardias de frontera.

### Repercusiones
Se ha atribuido la ausencia de asistencia a Peter Fechter al miedo mutuo. Desde el lado occidental no se permitió a los transeúntes ayudarlo, debido a lo tenso del ambiente entre los dos lados del muro y al hecho de que habría supuesto entrar en el lado oriental de Berlín. El jefe del pelotón de frontera de Alemania del Este afirmó haber tenido miedo de intervenir, dado que se presumía que tres días antes, en otro incidente, un soldado de la RDA había muerto por un disparo de un policía occidental. Una hora más tarde su cuerpo fue recogido por el lado oriental.
Durante la tarde hubo protestas en Berlín Occidental no sólo contra la República Democrática Alemana, sino también contra las fuerzas militares de Estados Unidos, a las que se acusaba de pasividad. El Alcalde de Berlín, Willy Brandt, intentó calmar a la población, pero hacia media noche, unas 10 000 personas se manifestaron e incluso tiraron piedras contra un autobús de tropas soviéticas que se dirigían al monumento en Berlín Occidental que custodiaban.
En los días siguientes, el canciller Konrad Adenauer escribía a Nikita Jrushchov protestando porque en "una gran ciudad del mundo civilizado" se negara los primeros auxilios a un joven. Pero también pidió al embajador estadounidense Walter C. Dowling que en el futuro se interviniera para ayudar a la víctima.

### Conmemoración y tributo
Se colocó una cruz en el lado occidental cerca del punto donde cayó y murió Fechter. En el primer aniversario de su muerte, Willy Brandt, entonces alcalde de Berlín occidental, depositó una ofrenda de flores. Después de la reunificación alemana, en 1990, se construyó el Monumento a Peter Fechter (Zimmerstraße), en el lugar donde cayó del lado este, y se ha convertido en punto focal de algunas de las conmemoraciones referentes al muro. La calle donde fue tiroteado toma su nombre a partir de agosto de 2012.
En el año 1965 el artista alemán Wolf Vostell creó un cuadro con el título Peter Fechter en memoria de la muerte de Fechter en el muro de Berlín. Esta obra está en la colección del Ludwig Forum für Internationale Kunst en Aquisgrán.
La canción "Libre", del cantante español Nino Bravo y lanzada en 1972, suele ser asociada comúnmente a Peter Fechter. No obstante, uno de sus compositores, el español Pablo Herrero, desmintió haberse inspirado en este suceso para escribir la letra de la canción.

### Juicio
En marzo de 1997 (treinta y cinco años después de los hechos); dos antiguos guardias de Alemania del Este, Rolf Friedrich y Erich Schreiber fueron acusados de la muerte de Fechter, y allí admitieron haber disparado. Fueron hallados culpables y condenados a un año de prisión, en libertad bajo custodia.
Durante el juicio también quedó claro que las heridas de Fechter eran de necesidad mortales, de manera que de haber sido asistido, habría muerto de todas formas. Sin embargo, en el libro "Muerte en el Muro... El caso Peter Fechter", los periodistas Lars-Broder Keil y Sven Felix Kellerhoff ahondaron en ese interrogante y elaboraron una minuciosa reconstrucción de los hechos que demuestra que un movimiento desde cualquiera de los dos lados hubiese salvado la vida del joven, en lugar de desatar un tiroteo, como entonces se justificó.